# Bitwa morska pod Elbą
Bitwa morska pod Elbą – starcie zbrojne, które miało miejsce 6 września 1652 podczas pierwszej wojny angielsko-holenderskiej.
Bitwa została stoczona przez holenderską flotę dowodzoną przez Johana van Galena (10 okrętów, 364 działa) z flotą angielską dowodzoną przez Richarda Badileya (8 okrętów, w tym 4 przerobione handlowce, 270 dział). Anglicy próbowali dotrzeć do Livorno, gdzie czekała na nich eskadra dowodzona przez Henry'ego Appletona. Około 60 km na południe od Livorno, koło wyspy Elby, natknęli się na Holendrów. Doszło do niezwykle zażartej walki. Angielski okręt Phoenix (36 dział) zdobywany był dwukrotnie, zanim ostatecznie został opanowany przez holenderski okręt Eendracht (40 dział). Po stronie holenderskiej zginął kapitan okrętu Maan (40 dział) Janszoon Bondt. Anglicy stracili 1 okręt (Phoenix), reszta uszła pod osłoną nocy do Livorno. W bitwie brał udział przyszły słynny admirał holenderski Cornelis Tromp (dowodził 34 działowym okrętem Maagd van Enkhuysen).